# Rue de Beaugency
La rue de Beaugency est une ancienne voie des entrepôts de Bercy, dans le  12e arrondissement de Paris, en France.

## Origine du nom
Le nom de cette rue fait référence au vin d'Orléans, un vin d'appellation d'origine contrôlée produit dans la région de Beaugency, dans le département du Loiret.

## Situation
Cette voie des entrepôts de Bercy débutait rue du Port-de-Bercy et se terminait rue de Corton.

## Historique
Cette rue a été ouverte en 1878.
Elle disparait vers 1993 lors de la démolition des entrepôts de Bercy dans le cadre de l'aménagement de la ZAC de Bercy.
Son emplacement est désormais occupé par la partie du parc de Bercy située entre les rues Joseph-Kessel, de Pommard, de Bercy, le boulevard de Bercy et le quai de Bercy.